# Джерваси, Саша
Александр «Саша» Саймон Джерваси (англ. Alexander "Sacha" Simon Gervasi; род. 1966 Лондон, Англия) — британский кинорежиссёр, сценарист и продюсер, лауреат «Независимый дух» и «Эмми».
В кино дебютировал сценарием к фильму «Большая стрижка» (1999), написанный в соавторстве с Крэйгом Фергюсоном. Следующий сценарий Джерваси написал для фильма Стивена Спилберга «Терминал» (2004).

## Биография
Саша Джерваси родился в Лондоне. Его мать, Милли Кэсоу, была родом из Канады. Его отец, Шон Джерваси, был экономическим советником Джона Ф. Кеннеди в Белом доме, преподавал экономику в Оксфорде, в LSE и Парижском университете в Венсене.
Джерваси получил образование в Вестминстерской школе, после чего изучал современную историю в Королевском колледже Лондона. В начале работал на английского поэта-лауреата Теда Хьюза в писательском фонде Эрвон. После получения степени работал помощником Джона Колдера в архиве Сэмюэла Беккета.

## Личная жизнь
В 2005 году Джерваси встречался с певицей  Джери Халлиуэл. У бывшей пары есть дочь — Блюбелл Мадонна Халлиуэлл (род.14.05.2006). Джерваси не принимает участия в её воспитании. 

## Фильмография

### Режиссёрские работы
- 2008 — Anvil: История рок-группы
- 2012 — Хичкок
- 2017 — Ноябрьские преступники
- 2018 — Мой ужин с Эрве

### Сценарные работы
- 1999 — Большая стрижка / The Big Tease (совместно с Крейгом Фергюсоном)
- 2004 — Терминал / The Terminal (и сюжет)
- 2011 — Криминальная фишка от Генри / Henrys Crime (и сюжет)
- 2017 — Ноябрьские преступники

### Продюсерские работы
- 1999 — Большая стрижка / The Big Tease (исполнительный продюсер)
- 2008 — Anvil: История рок-группы (исполнительный продюсер)
- 2011 — Криминальная фишка от Генри / Henrys Crime (исполнительный продюсер)